# 千代田號航空母艦
千代田號航空母艦的前身是千代田號水上飛機母艦，可以載24架水上飛機或12架水上飛機和12艘小型潛艇，也可以用來運送燃油，千代田號和其同型艦千歲號在水上飛機母艦時已參加中日戰爭，1942年中途島海戰，日本海軍一下子失去4艘主力航空母艦，為了補充損失故決定把其他軍艦或商船改造成航空母艦，當中包括千歲級水上飛機母艦。
1943年2月1日至12月21日，千代田號在橫須賀海軍工廠進行改工程，其航空母艦設計類似祥鳳級輕型航空母艦。

## 基本資料
- 全長：192.5米
- 艦闊：20.8米
- 吃水：7.51米
- 基本排水量：13,600噸
- 滿載排水量：15,300噸

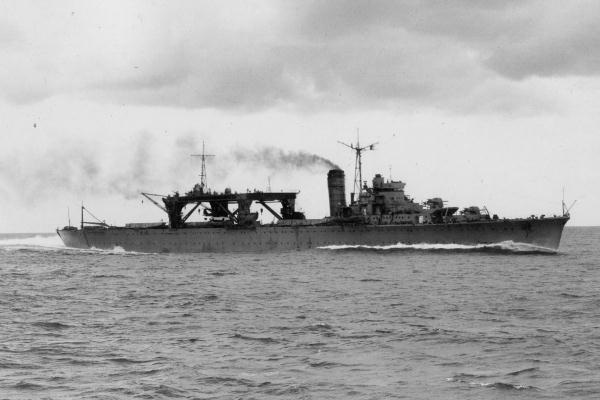
千代田號水上飛機母艦

- 動力：4部蒸汽鍋爐，2部柴油發動機，總馬力56,800匹馬力
- 最快航速：29節
- 航程：11,810海里（18節航速）
- 武裝：8門八九式127毫米口徑防空高射炮，30門九六式25毫米高射機炮
- 乘員：約967人
- 艦載機：30架艦載機
- 飛行甲板降落識別字母：ちよ

## 實戰

### 馬里亞納海戰
千代田號和千歲號在改建成航空母艦後加入小澤治三郎中將的第一機動艦隊。
1944年6月參加了馬里亞納海戰，當時千代田號上載有21架零式戰鬥機（部份作為俯衝轟炸機使用）和9架天山艦上攻擊機。6月19日，千代田號，千歲號和瑞鳳號共派出64架飛機空襲美國艦隊，但卻被擊落41架，美軍戰機之後反攻，千代田號艦尾中彈，被迫撤退。

### 雷伊泰灣海戰
千代田號之後參加了雷伊泰灣海戰，當時艦上有7架零戰五二型，4架零戰六二型和7架天山。10月25日，千代田號被美軍機炸傷，以至不能航行，之後被美軍4艘巡洋艦和12艘驅逐艦圍攻沉沒，成為最後被水面軍艦擊沉的日軍航空母艦。艦長城英一郎以下全員戰死。